# إليسا برون
إليسا برون هي كاتِبة وصحفية بلجيكية، ولدت في 1966 في بروكسل في بلجيكا، وتوفيت في 29 نوفمبر 2018 في بروكسل في بلجيكا.

## وصلات خارجية
- الموقع الرسمي
- إليسا برون على موقع IMDb (الإنجليزية)